# Риццо, Антонио
Антонио Риццо (итал. Antonio Rizzo, ок. 1430, Фолиньо, Умбрия — ок. 1499, Чезена, Эмилия-Романья) — итальянский скульптор и архитектор из Вероны, работавший в Венеции. Среди его проектов — знаменитая Лестница гигантов Дворца дожей в Венеции.
Антонио Риццо был сыном Риццо ди сер Джованни Остено. Известно также, что он работал в Вероне после 1450 года. Между 1465 и 1498 годами работал скульптором в Чертоза ди Павия и в Венеции. Есть сведения о его сотрудничестве с Андреа Бреньо, который с 1467 года руководил строительством Дворца дожей. Около 1469 года Риццо жил в доме, принадлежащем бенедиктинскому женскому монастырю Санта-Дзаккария, после женитьбы на Марии, дочери администратора монастыря. Есть также свидетельства о сыне Симпличио, который, вероятно, был венецианским ювелиром, но работал в Риме. Будучи военно-морским инженером, дважды во время первой венецианско-османской войны участвовал в 1474 и 1478 годах в защите городка Скутари на побережье Адриатического моря от турок.

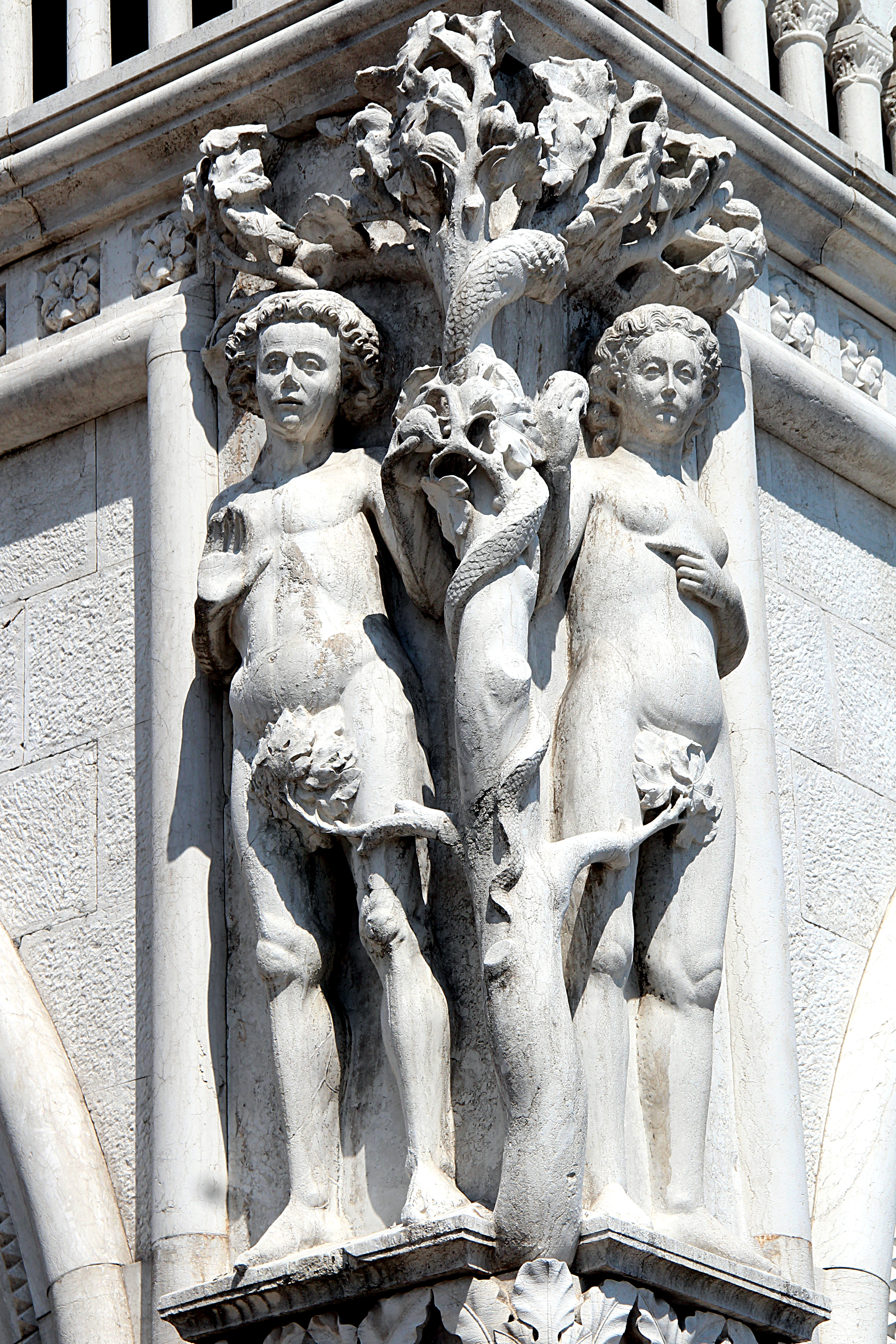
А. Риццо. Адам и Ева. Скульптура юго-западного угла Дворца дожей в Венеции. 1476

В 1484 году Риццо был назначен главным архитектором по восстановлению Дворца Дожей после пожара 1483 года. Покровителем Риццо в Венеции был дож Кристофоро Моро, который поручил ему создать алтари для базилики Сан-Марко, после чего он стал избранным скульптором и архитектором Венецианской Синьории. Это говорит о том, что Риццо уже имел значительную репутацию к тому времени, когда он прибыл в Венецию. Вполне вероятно, что Грегорио Коррер, венецианский дворянин, который также был его покровителем, и покровителем Мантеньи в Вероне, порекомендовал Риццо Моро, чтобы именно Риццо привнёс в оформление Дворца дожей новый стиль эпохи Возрождения.
Для Дворца Антонио Риццо спроектировал Лестницу гигантов и выполнил две мраморные статуи Адама и Евы (на дальней стороне Арки Фоскари, напротив Лестницы). Около 1464 года Риццо создал аллегорические статуи для надгробия дожа Франческо Фоскари в церкви Санта-Мария-Глорьоза-дей-Фрари. В 1460—1464 годах Риццо вместе с другими скульпторами оформлял скульптурами портал церкви Мадонна-дель-Орто. Работы во Дворце дожей занимали его между 1484 и 1498 годами.
Его успешная карьера внезапно оборвалась в 1498 году, когда он был признан виновным в хищении по разным данным от 10 000 до 80 000 дукатов. Он продал свой дом и сбежал сначала в Анкону, затем в Фолиньо и, наконец, в Чезену, где, как полагают, вскоре после этого умер.